# Inês Herédia
Inês de Herédia Cordovil de Noronha Sanches (Lisboa, 27 de dezembro de 1989) é uma atriz portuguesa.

## Biografia
Herédia é prima, em segundo grau, de Isabel de Herédia, mulher de Duarte Pio de Bragança..
Estudou Teatro no Conservatório. Licenciou-se em Gestão de Empresas Turísticas e estudou Programação, tendo trabalhado numa consultora durante um ano.
Em 2012 participou na quinta edição do programa Ídolos, da SIC, tendo sido expulsa na 6.ª gala. Logo a seguir estudou Acting for Screen em Londres na Musical Theatre Academy.
Em 2017, interpretou a personagem Júlia Marreiros, em Paixão uma telenovela da SIC.
Em 2019, participou na sexta edição do programa da TVI A Tua Cara Não Me É Estranha.

## Filmografia

### Televisão
| Ano         | Projeto                        | Papel                      | Notas                                                                 | TV   |
| ----------- | ------------------------------ | -------------------------- | --------------------------------------------------------------------- | ---- |
| 2012        | Ídolos 5                       | Ela Própria                | Concorrente                                                           | SIC  |
| 2017 - 2018 | Paixão                         | Júlia Marreiros            | Elenco Principal                                                      | SIC  |
| 2019        | A Tua Cara não me é Estranha 6 | Ela Própria                | Concorrente                                                           | TVI  |
| 2020        | Quer o Destino                 | Isabela Fonseca dos Santos | Coadjuvante                                                           | TVI  |
| 2021 - 2025 | Festa É Festa                  | Manuela Chagas "Nélinha"   | Elenco Principal                                                      | TVI  |
| 2022        | Nem a Gente Janta              | Psicóloga                  | Elenco Adicional                                                      | RTP1 |
| 2022        | Uma Canção para Ti 5           | Ela Própria                | Jurada Convidada                                                      | TVI  |
| 2024 - 2025 | Congela                        | Ela Própria                | Concorrente Convidada (2.ª temporada)Concorrente Fixa (4.ª temporada) | TVI  |
| 2024        | FBI: International             | Detetive Letícia Santos    | Participação Especial                                                 | CBS  |
| 2025        | Funtástico                     | Ela Própria                | Jurada Convidada                                                      | TVI  |
| 2025        | A Protegida                    | Margarida Cardoso          | Elenco Principal                                                      | TVI  |

### Teatro
- "Pinóquio" (Teatro Politeama);
- "A Noite das Mil Estrelas" (Casino Estoril)
- "Chicago" (Teatro da Trindade)
- "Sonho de Uma Noite de Verão" (Auditório Fernando Lopes-Graça)
- "Things I Know To Be True" (Teatro do Bairro)

## Discografia
- Tu Sem Mim com David Carreira;
- Voltei a Respirar (2018)[1]

## Prémios
- Prémio Arco-Íris (2018)